# Hôtel Le Marois
Pour l’article homonyme, voir Hôtel Le Marois (rue Blanche).
 (décembre 2023).
Si vous disposez d'ouvrages ou d'articles de référence ou si vous connaissez des sites web de qualité traitant du thème abordé ici, merci de compléter l'article en donnant les références utiles à sa vérifiabilité et en les liant à la section « Notes et références ».
L’hôtel Le Marois est un hôtel particulier situé à Paris en France.

## Localisation
Il est situé aux 9-11 avenue Franklin-D.-Roosevelt, dans le 8e arrondissement de Paris.
Le quartier est desservi par les lignes 1 et 13 à la station Champs-Élysées - Clemenceau.

## Histoire
L'hôtel Le Marois, dit aussi hôtel de Ganay, est construit en 1863 pour le comte Le Marois (1802-1870), fils du général Le Marois, aide de camp de Napoléon Ier, à l'emplacement, dit-on, d'une maison habitée par la courtisane Marie Duplessis (1824-1847), modèle de La Dame aux camélias d'Alexandre Dumas fils. Député de la Manche sous la monarchie de Juillet, sénateur en 1852, le comte Le Marois est à la tête d'une grande fortune et collectionne les tableaux anciens et modernes. Il abandonne son vieil hôtel de la rue Blanche pour venir s'installer dans le quartier des Champs-Élysées. Il fait bâtir l'hôtel de l'avenue d'Antin par l'architecte Henri Parent. 
Le terrain sur lequel est édifié l'hôtel est d'une superficie de 1 700 m2. Selon la description du cadastre de 1863 : « Hôtel ayant entrée par deux grilles cochères et une porte simple sur l’avenue d’Antin. Il est placé entre une cour d’honneur et une arrière-cour. Composé d’un bâtiment principal avec façade de sept fenêtres. Double en profondeur, ayant aile à droite et annexes à gauche sur la deuxième cour. Élevé sur caves et terre-plein, le rez-de-chaussée, deux étages carrés disposés en magnifiques appartements, un troisième lambrissé pour logements secondaires ». La demeure est terminée en 1865.
En 1870, Jean Polydore Le Marois y fait installer le tableau d'Horace Vernet, réalisé en 1827, Édith retrouvant le corps d'Harold après la bataille d'Hastings, qu'il avait acquis auprès d'un marchand d'art du boulevard des Italiens à Paris.
L'hôtel reste propriété des Le Marois jusqu’en mars 1927, date à laquelle la comtesse Jacques-André de Ganay (née Le Marois), qui y avait tenu « un salon fort élégant », la vend à l’Association France-Amériques, fondée en 1909 par Gabriel Hanotaux. Elle propose alors le tableau de Vernet, dont les dimensions monumentales ne permettent pas un transport facile, à la Ville de Cherbourg. Il est aujourd'hui encore conservé au musée Thomas-Henry.

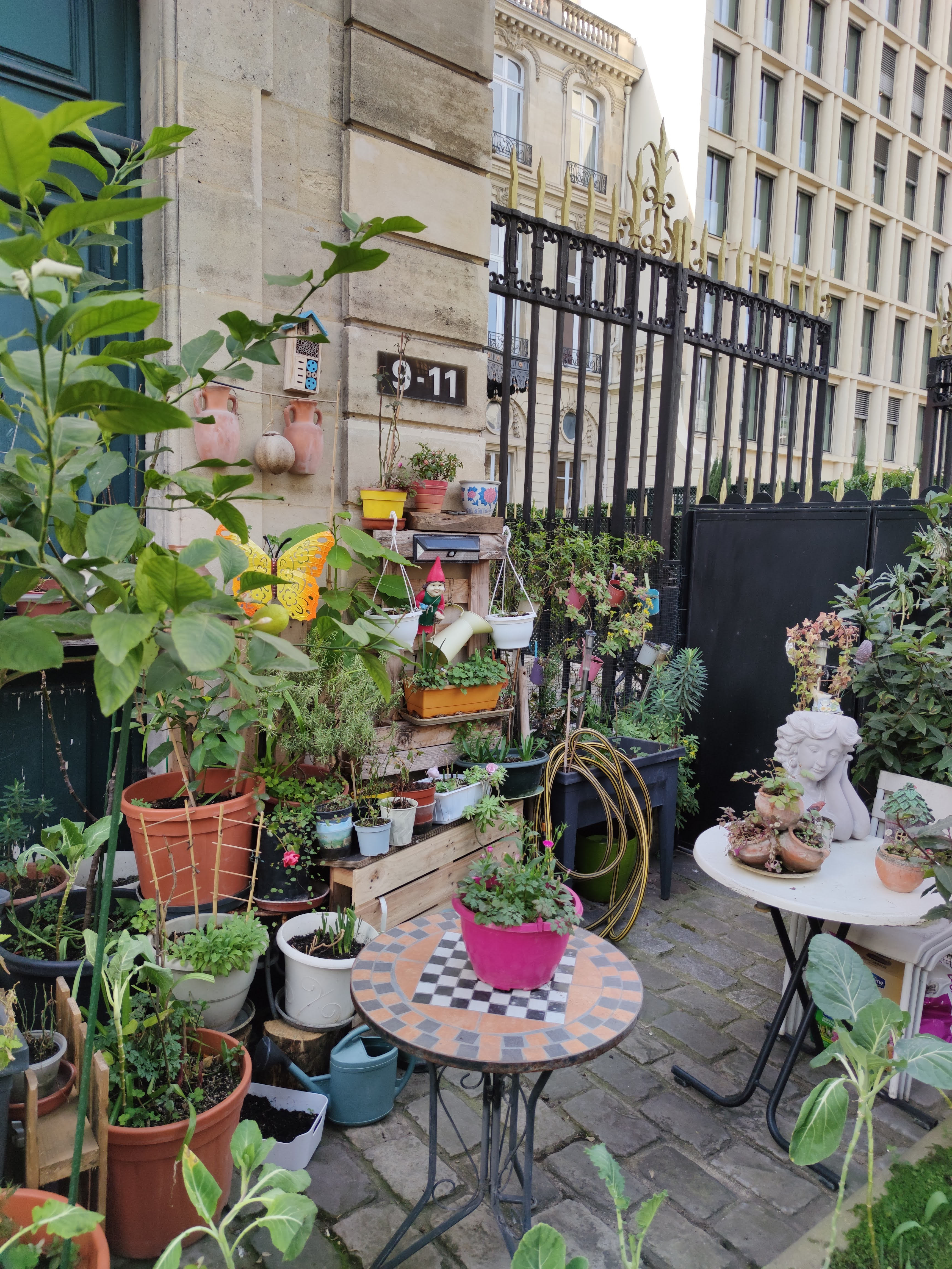
Jardinet côté rue.

Les bâtiments des communs cèdent la place, en 1956, à deux immeubles de bureaux. Plus récemment, le second étage de l’hôtel a été entièrement réaménagé et les salons du rez-de-chaussée et du premier étage se louent pour des réceptions. Le traiteur-organisateur de réception Butard Enescot, qui a assuré la gestion des espaces de réception de la fin des années 1990 à 2007, a retrouvé la concession des Salons France-Amériques en 2015.
L’association des diplômés de l’École des hautes études commerciales de Paris, HEC Alumni, est située dans l’hôtel.